# Salomè (film 1919)
Salomè (Salome vs. Shenandoah) è un cortometraggio muto del 1919 diretto da Ray Grey, Ray Hunt e Erle C. Kenton.

## Distribuzione
Distribuito dalla Famous Players-Lasky Corporation, uscì nei cinema statunitensi il 26 ottobre 1919. Uscì in Italia nell'aprile 1925.